# Гатцфельд, Франц Людвиг фон
Граф, затем князь (с 1803) Франц Людвиг фон Гатцфельд (нем. Franz Ludwig von Hatzfeldt) (22 ноября 1756 — 3 февраля 1827) — прусский генерал и дипломат из рода Гатцфельдтов. Владелец города и замка Трахенберг, где летом 1813 года был составлен план противоборства Наполеону.

## Биография
Родился 22 ноября 1756 года в Бонне в семье тайного советника и обергофмарашала курфюршества Кёльн граф Карла Фердинанда фон Гатцфельда (1712-1766) и его жены Марии Анны Элизабет, урожденной баронессы фон Веннинген (1719-1794), дочери барона Карла Фердинанда фон Веннингена и графини Элизабет Клаудии Райх фон Райхенштейн. 
В возрасте 13 лет Гатцфельд поступил на военную службу. Благодаря семейным связям в 1769 году он получил офицерский чин в полку «фон Кляйста». Три года спустя получил звание камергера.
В 1779 году он оставил кельнскую службу в чине оберст-вахмитсра и перешел на службу в курфюршестве Майнц. В 1782 году он уже был полковником и командиром «Полка фон Фехенбаха». В 1786 году к своему 30-летнему юбилею был произведён в генерал-майоры, имел звания камергера и тайного советника, а также стал командиром бывшего «Полка фон Фехенбаха», который с тех пор носил его имя.
13 июля 1790 года произведён в генерал-лейтенанты. Участвовал в подавлении Льежской революции.
В 1795 году принят на прусскую военную службу со званием генерал-майора и в 1802 году стал генерал-лейтенантом. 
10 августа 1803 года он был возведён в княжеское достоинство королевства Пруссия с титулом князь фон Гатцфельд цу Трахенберг.
Во время франко-прусской войны 1806—1807 годов Гатцфельд командовал отдельными отрядами в Бранденбурге и когда в 1806 году прусские войска очистили Берлин, он остался в столице и 24 октября был захвачен французами в плен, однако вскоре был освобождён. После подписания мира между Россией, Пруссией и Францией, Гатцфельд исполнял особые поручения короля Фридриха Вильгельма III по военно-дипломатической части.
В начале 1813 года он был послан с особой миссией в Париж к Наполеону с извинениями в связи с поступком генерала Йорка, в Таурогене заключившим соглашение с русскими войсками. В Париже Гатцфельд был задержан и находился там до 1814 года, когда во французскую столицу вошли коалиционные войска.
По окончании Наполеоновских войн Гатцфельд служил по дипломатической части и с 1818 года был послом в Гааге и с 1822 года — в Вене.
Скончался в Вене 3 февраля 1827 года. 

## Награды
- Орден Красного орла (1795, королевство Пруссия)[3]
- Орден Чёрного орла (7 марта 1812, королевство Пруссия)[4]
- Королевский Гвельфский орден, большой крест (1821, королевство Ганновер)[5]
- Мальтийский орден[6]

## Семья
В 1799 году он женился на Фредерике Каролине Софии, урожденной графине фон Дершуленбург-Кенерт, младшей дочери берлинского губернатора и государственного министра графа Фридриха Вильгельма фон Дершуленбург-Кенерта.
Его дочь София активно проповедовала социализм, за что получила прозвище «красной графини». Другая дочь Луиза была замужем за генералом Ностицем.